# (6471) Collins
(6471) Collins (vorläufiger Name 1983 EB1) ist ein Asteroid des Hauptgürtelasteroids.

## Beschreibung und Bahneigenschaften
(6471) Collins wurde vom tschechischen Astronomen Antonín Mrkos am 4. März 1983 am Kleť-Observatorium (IAU-Code 046) entdeckt.
Der Asteroid gehört zur Nysa-Gruppe, einer nach (44) Nysa benannten Gruppe von Asteroiden (auch Hertha-Familie genannt, nach (135) Hertha).
Der Asteroid umkreist die Sonne in einem Abstand von 2,1 bis 2,7 Astronomischen Einheiten, einmal alle 3,79 Jahre (1358 Tage). Sein Orbit hat eine Exzentrizität von 0,12 und eine Inklination von 2,67°.

## Namensgebung
Der Asteroid wurde anlässlich des 30. Jahrestages der Apollo-11-Mission nach dem amerikanischen Astronaut Michael Collins benannt. Collins befand sich zur Zeit der Mondlandung im Kommandoschiff, welches um den Mond kreiste.
Der Asteroid gehört zur Nysa-Gruppe, einer nach (44) Nysa benannten Gruppe von Asteroiden (auch Hertha-Familie genannt, nach (135) Hertha).
Der Name wurde von den tschechischen Astronomen Jana Tichá, Miloš Tichý und Zdeněk Moravec, die (6470) Aldrin im Jahr 1995 beobachteten, vorgeschlagen. Der Name wurde am 4. Mai 1999 angenommen.
Die Asteroiden (6469) Armstrong und (6470) Aldrin wurden ebenfalls nach Apollo-11-Astronauten benannt.